# Kaliya

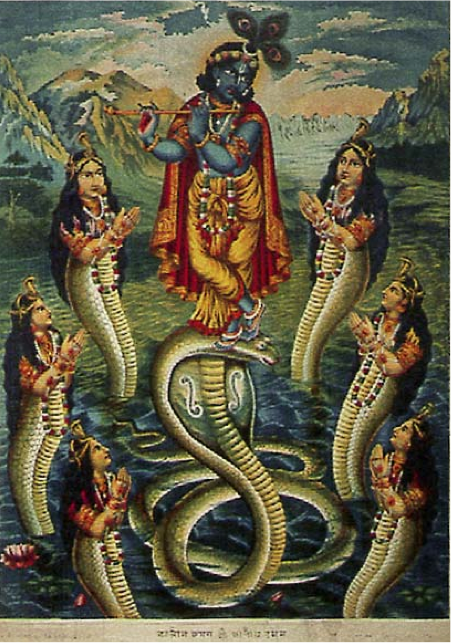
Krishna dansant sur la tête de Kaliya après l'avoir battue. Autour les femmes du serpent implorent la miséricorde.

L'histoire de Krishna et Kāliya est racontée au chapitre seize du dixième chant du Bhagavata Purana.
Kaliya est un serpent toxique et venimeux, qui a empoisonné l'eau de la rivière Yamunâ rendant son eau inutilisable et y tuant tous les poissons. Lors d'un duel, Kaliya fut maitrisé par Krishna (une des incarnations du Dieu Vishnou). 

## Histoire
Kaliya résidait initialement sur l'île de Ramanaka, jusqu'à ce que s'y trouve également Garuda, créature mi-homme, mi-aigle, ennemi de tous les serpents. Ainsi, par peur, Kaliya quitta son île et s'installa à Vrindavan. Le Nāga (serpent des eaux et de la terre) ne choisit pas cette destination par hasard. En effet, il savait que Garuḍa avait été maudit par le yogi Saubhari qui habitait à Vrindavan, c'est pourquoi Garuda ne pouvait venir ici sans y trouver la mort. Cette malédiction permettait à Kaliya de vivre paisiblement jusqu'à la fin de ses jours.
Jusqu'au jour où vint Radha (amie et amante de Krishna) qui, en se promenant sur la rivière, vit Kaliya, prit peur et en informa tous les villageois. Ainsi, Krishna alla voir Kaliya et lui demanda de ne plus déranger personne. Le lendemain, alors que Radha jouait au ballon avec Krishna, la balle tomba dans la rivière. Ce dernier entra dans l'eau pour la récupérer, lorsque Kaliya le rétrécit et l'attira dans la rivière Yamuna.
Alertés par le vacarme, tous les villageois se déplacèrent vers la rivière pour voir ce qui s'y passait, c'est alors qu'ils virent Krishna entouré et étouffé par la queue du serpent au fond de l'eau. Krishna se débattait et réussit à s'agrandir, à retrouver sa taille d'origine, forçant Kaliya à le lâcher. Krishna se mit alors à sauter et à danser sur la tête du serpent qui crachait dorénavant du sang. Les femmes de Kaliya sortirent toutes de l'eau, entourant leur mari et implorèrent Krishna de ne pas le tuer.
Kaliya reconnut la grandeur de Krishna et lui promit de ne plus harceler personne. Ainsi Krishna dansa une dernière danse sur la tête de Kaliya et le poussa sur Patala, le royaume souterrain de l'univers où il résiderait encore aujourd'hui.

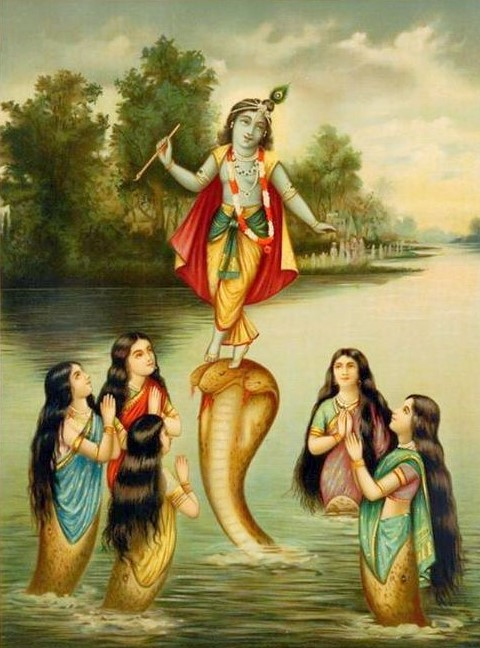

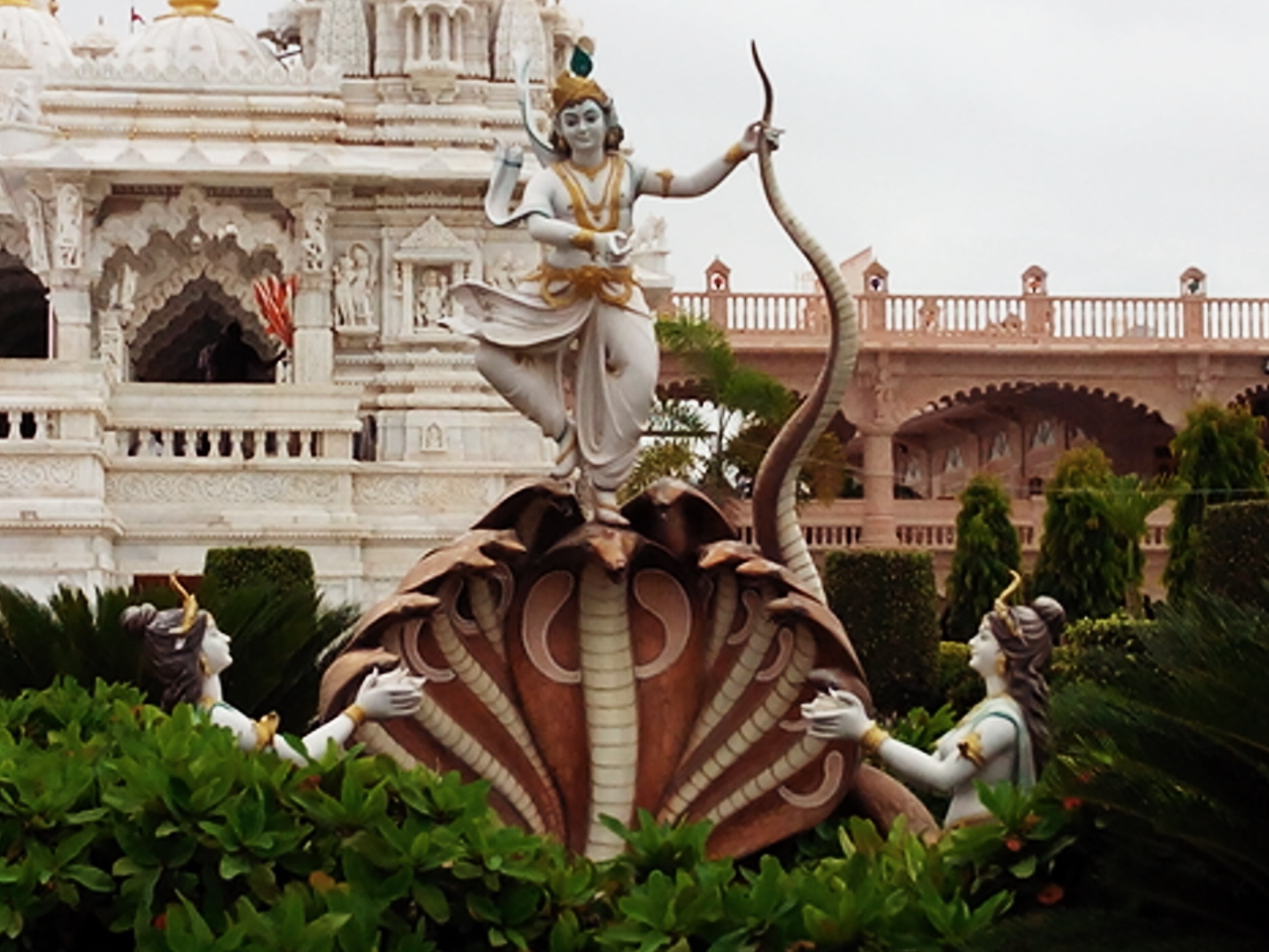
Statue de Krishna dansant sur la tête de Kaliya